# Le temps est à l'orage

Le temps est à l'orage est un téléfilm français réalisé par Joyce Buñuel, réalisé en 2008 et diffusé le 25 mai 2009 sur TF1. Il a depuis été rediffusé plusieurs fois (France 4, Chérie 25, etc.)

## Synopsis
La directrice d'une maison de retraite est furieuse et se plaint de Félix. Le vieil homme multiplie les mauvais comportements et entraîne les autres à l'indiscipline. Elle a découvert un trafic de cigarettes dans l'établissement ainsi que des jeux d'argent. Tout cela, c'est bien Félix qui en est le responsable. Elle en a la preuve. La coupe est pleine car il n'en est pas à son coup d'essai, la sanction tombe : il est renvoyé. Félix, 75 ans, l'œil rieur, jusqu'alors digne pensionnaire d'une maison de retraite, va devoir cohabiter avec son fils Paul, qui le ne porte pas vraiment dans son cœur, et qui de son côté vit une période compliquée avec sa femme. Toute la famille part en vacances à La Rochelle chez des amis...

## Fiche technique
- Réalisateur : Joyce Buñuel
- Scénario : Bernard Marié et Florence Philipponnat.
- Date de diffusion : le 25 mai 2009 sur TF1
- Durée : 100 minutes

## Distribution
- Pierre Mondy : Félix
- Bruno Salomone : Paul
- Natalia Dontcheva : Delphine
- Alexandre Brasseur : Lionel
- Éléonore Pourriat : Véro
- Bérénice Marlohe : Alicia
- Charlotte Désert : Agathe
- Bastien Bouillon : Romain
- Michèle Bernier : La boulangère
- Patrick Guérineau : le beau gosse du restaurant
- Hélène Coulon : la directrice
- Pascal Franks : le policier bar des jeunes
- Jacques Develay : le joueur de poker
- Jean-Yves Lissonnet : Victor, le joueur malchanceux
- Didier Poulain : le partenaire du joueur malchanceux
- Ralph Rossello : le donneur de cartes
- Patrick Hautier : le policier commissariat
- Madeleine Airaud : Jeannette
- Yves Gleichsner : Raymond Craps